# Università di Asmara
L'Università di Asmara (in inglese University of Asmara, da cui la sigla UoA) fu la prima istituzione accademica dell'Eritrea, e venne fondata dalle Piae Madres Nigritiae (sorelle comboniane). L'accademia doveva fornire una formazione superiore per la popolazione locale, anche se al suo avvio negli anni cinquanta le iscrizioni furono interamente italiane.

## Storia
L'università fu fondata nel 1958, come "Collegio cattolico della Santa Famiglia".
Nel 1964 l'Università venne rinominata e iniziò ad offrire programmi di diploma nelle arti, nel commercio e nelle discipline scientifiche.
Nel decennio successivo l'istituzione vive momenti altalenanti, fino a quando un nuovo presidente spinge verso una profonda riorganizzazione del curriculum e della struttura.
Gli anni che seguirono videro un aumento della popolazione studentesca da 300 a 2.700 unità.
Vennero presentati nuovi corsi, programmi di estensione del personale, per gli orari diurni e notturni e operato un lavoro di riqualificazione degli edifici e della vita culturale del campus, con un accordo bilaterale per lo scambio di studenti e docenti con l'Università di Addis Abeba dell'Etiopia, in particolare concentrandosi sulla formazione dei laureati in Addis Abeba per l'ampliamento delle facoltà universitarie in Eritrea.
Tuttavia, l'università smise di accettare studenti in ingresso nei primi anni 2000. Nel 2002, il governo emanò una direttiva per riconfigurare l'università. Questo effettivamente bloccò tutti i programmi di laurea dell'università. Nessuno poté iscriversi per l'anno seguente per permettere agli studenti di dirigersi verso il costituendo Istituto di Tecnologia dell'Eritrea. I diplomati non furono autorizzati a scegliere il loro percorso di studi perché questi vennero assegnati in base a programmi di formazione professionale prestabiliti attraverso esami di immatricolazione, ma agli studenti che avevano compiuto il servizio militare fu concessa una deroga per seguire gli esami di medicina. Inoltre il governo negò i visti di uscita per coloro che desideravano studiare all'estero, e ai docenti universitari che svolgevano attività all'estero fu richiesto di acquisire permessi individuali dal presidente dell'Università e del Governo. L'università non ritornò più in funzione a partire dalla fine dell'anno accademico 2005-2006. Fu costretta a chiudere i battenti presumibilmente a causa delle proteste studentesche del 2001 contro il controllo eccessivo del Governo dell'università e della mancanza di libertà nella vita quotidiana.